# Vanda cristata
Vanda cristata  Wall ex Lindl., 1833 è una pianta della famiglia delle Orchidacee originaria dell'Asia Sud-Orientale.

## Descrizione
È un'orchidea di medio-piccole dimensioni che cresce epifita su alberi coperti di muschio in foreste montane. Presenta un fusto robusto a crescita monopodiale, ricoperto dalle guaine fogliari molto embricate e recante foglie conduplicate, coriacee, lineari, ricurve, tridentate all'apice.  La fioritura avviene in primavera - estate su un'infiorescenza ascellare breve, ricadente, portante pochi fiori, da 2 fino a 6, ricoperti da brattee floreali. I fiori sono grandi da 2 fino a 5 centimetri, profumati, cerosi, di lunga durata con sepali e petali giallo verdi, rivolti verso il basso e col labello giallo più chiaro screziato di rosso scuro, caratteristicamente bilobato, a forma di corna..

## Distribuzione e habitat
La specie è originaria di Bangladesh, India, Nepal, Bhutan e Tibet in Cina, dove cresce epifita, in ambienti molto luminosi, da 600 a 2300 metri di altitudine.

## Sinonimi
Aerides cristata (Wall. ex Lindl.) Wall. ex Hook.f., 1890

Trudelia cristata (Wall. ex Lindl.) Senghas ex Roeth, 2007 publ. 2008

Vanda striata Rchb.f., 1868

Luisia striata (Rchb.f.) Kraenzl., 1893

## Coltivazione
Questa pianta richiede esposizione a mezz'ombra, ma può tollerare la luce diretta del sole; gradisce temperature medie e irrigazioni frequenti nella fase della fioritura, mentre nella fase di riposo sono preferibili temperature più fresche.